# فرنسيسكو أوجارت (لاعب كرة قدم)
فرنسيسكو أوجارت (بالإسبانية: Francisco Ugarte)‏ (15 ديسمبر 1986 بنورتينغن في ألمانيا - ) هو لاعب كرة قدم تشيلي في مركز الدفاع. لعب مع Limón F.C. ‏.

## وصلات خارجية
- فرنسيسكو أوجارت (لاعب كرة قدم) على موقع قاعدة بيانات كرة القدم.إي يو (الإنجليزية)
- فرنسيسكو أوجارت (لاعب كرة قدم) على موقع Soccerway.com (الإنجليزية)